# Língua hanunó'o
A Língua Hanunó'o é um idioma Filipino falado pelos Mangyans (cerca de 14 mil pessoas) no sudeste da província de Mindoro nas Filipinas. 

## Escrita
Tem uma escrita própria.

## Dialetos
Os dialetos do Hanunó’o são Gubatnon (Gubat, Sorsogonon), Binli, Kagankan, Waigan, Wawan, Bulalakawnon.